# フローレンス (コロラド州)

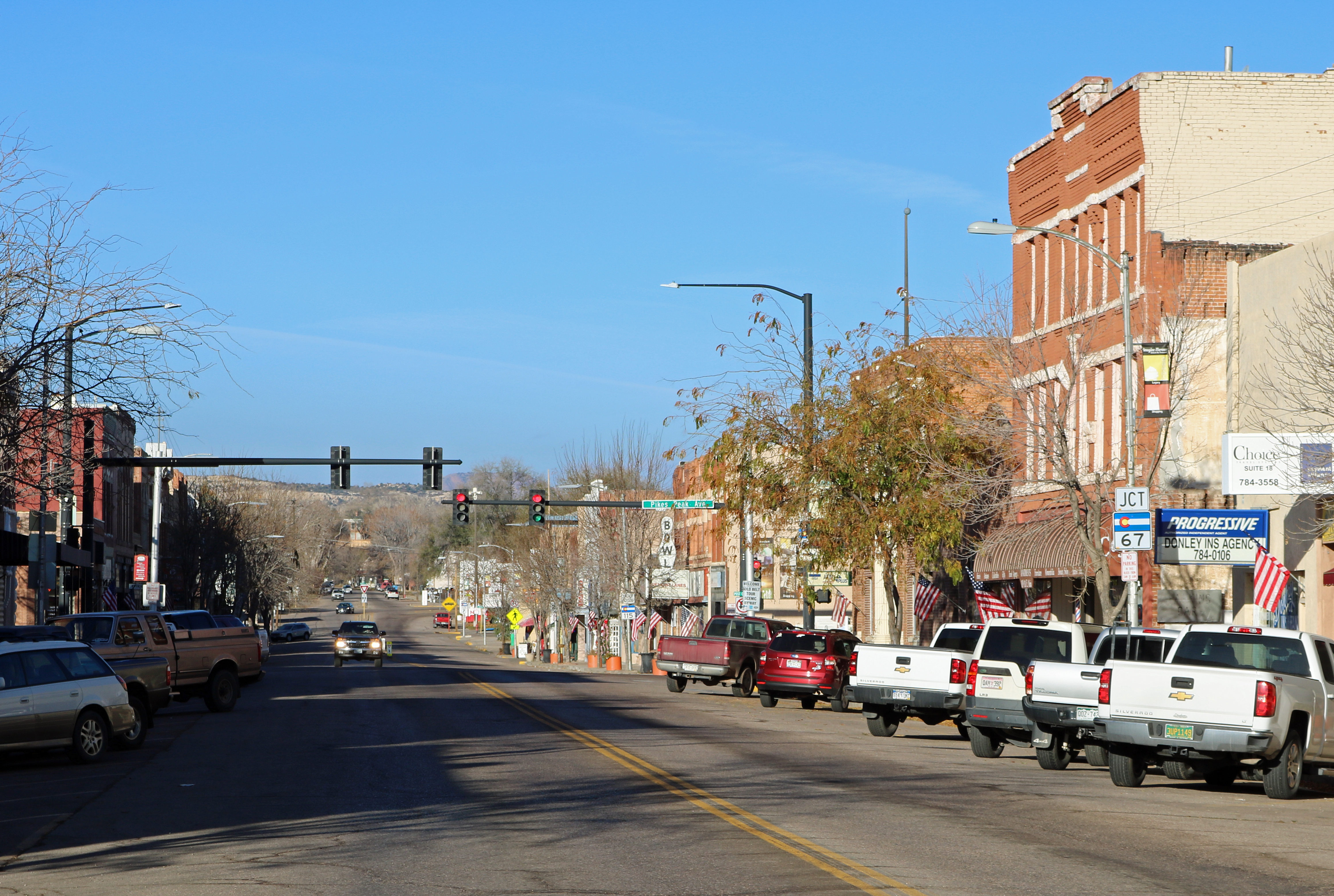
ダウンタウン

フローレンス（英: Florence）は、アメリカ合衆国コロラド州フレモント郡にある市。人口は3,822人（2020年）。
フローレンスにはアメリカ合衆国で唯一特殊警備が敷かれている刑務所、ADXフローレンス刑務所がある。

## 地理

フレモント郡内の位置（下）

フローレンスは北緯38度23分25秒、西経105度6分60秒(38.390323, −105.116559)にある。
アメリカ合衆国統計局によると、市の全面積は10.6km2 (4.1平方マイル) である。10.5 km2 (4.1平方マイル) が陸地で、0.25%が水である。

## 人口
2000年国勢調査では3653人が住み、1488世帯と973家族がいた。人口密度は346.5/km²（897.7/mi²）であった。153.9/km²（398.6/mi²）に1622軒の割合であった。人種構成は白人が92.77%、アフリカ系が0.30%、先住民が1.23%、アジア系が0.30%、太平洋諸島出身が0.00%、その他が2.63%、混血が2.76%であった。人口の15.66%はヒスパニックまたはラテン系であった。
1488世帯のうち31.8%は18歳未満の子供と同居し、49.4%は同居する夫婦で、11.6%は夫のいない世帯で、34.6%は独身者の世帯であった。全世帯の30.8%は、個人が集まって住む世帯で、13.8%は65歳以上の独居老人世帯であった。世帯あたりの平均人数は、2.43人で、家族あたりの人数は、3.03人であった。
市の人口は、18歳以下が27.5%、18歳から24歳が7.0%、25歳から44歳が27.9%、45歳から64歳が21.2%、65歳以上が16.5%増加した。中間の年齢は36歳であった。女性100人当たり92.0人の男性がいた。18歳以上の女性100人に対し男性は86.8人であった。
世帯の標準的な収入は、29628ドルであり、家族の場合は、39276ドルであった。男性は女性の22043ドルに対して33750ドルであった。一人当たりの収入は、14969ドルであった。人口の17.6%と12.5%の家族は、貧困線以下の収入であった。18歳未満の23.0%と65歳以上の11.3%は、貧困線を下回っていた。